# Frazer Wright
Frazer Wright (* 23. Dezember 1979 in East Kilbride) ist ein schottischer Fußballspieler.

## Karriere
Frazer Wright begann seine Karriere im Jahr 1998 beim FC Stranraer. Mit dem aus der im Südwesten von Schottland gelegenen Region Dumfries and Galloway beheimaten Verein, spielte er 1998/99 seine erste Saison als Profi. In der Spielzeit 2003/04 gelang der Aufstieg mit dem Team von der Third in die Second Division. In der darauf folgenden Saison die für Wright nach sieben Jahren die letzte bei Stranraer bleiben sollte, gelang der zweite Aufstieg infolge von der Second in die First Division. Im Juni 2005 unterschrieb er einen Vertrag beim FC Kilmarnock aus der Scottish Premier League. Mit den Killies erreichte er in seinem zweiten Jahr das Schottische Ligapokalfinale das gegen Hibernian Edinburgh mit 1:5 verloren wurde. Im Jahr 2011 unterschrieb Wright beim Ligakonkurrenten FC St. Johnstone. Dort konnte er mit Spielern wie Alan Mannus, David Wotherspoon, Stevie May, und Steven Anderson den Schottischen Pokal durch einen 2:0-Sieg über Dundee United gewinnen. Es war für St. Johnstone der erste Pokalsieg in der 130-jährigen Vereinsgeschichte.

## Erfolge
mit dem FC Stranraer:
- Meister der Scottish Third Division: 2004
- Vizemeister der Scottish Second Division: 2005

mit dem FC St. Johnstone:
- Schottischer Pokalsieger: 2014